# キン (マヤ暦)
キン（K'in）はマヤ文明の長期暦の最小単位で、現代の暦の「日」に相当する。もともとは「太陽」を意味する語であり、マヤ文字の幾何体では四葉のクローバーのような文字で表現され、頭字体では耳の場所に四葉のクローバーのような弁別要素がある。

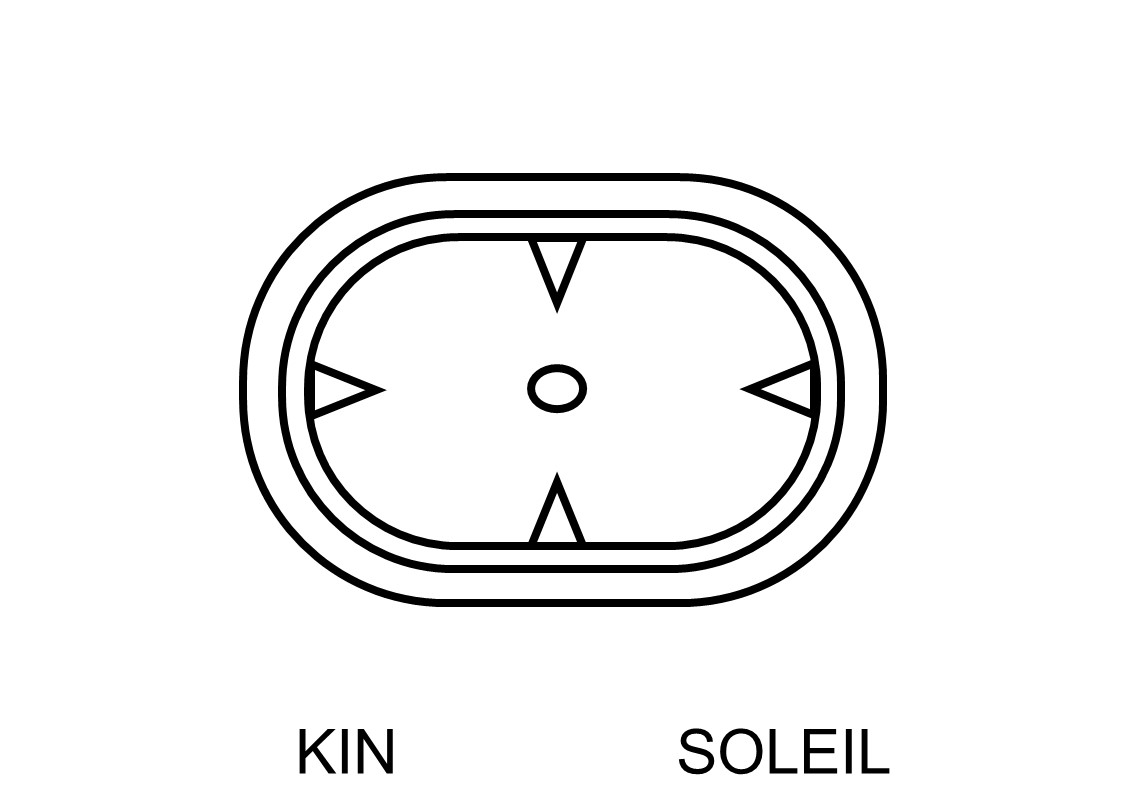
キンの記号
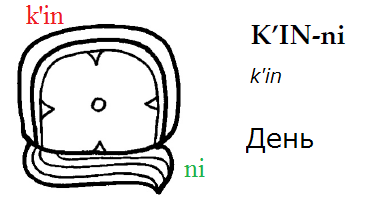
読みを表すために音節文字niを加えた形
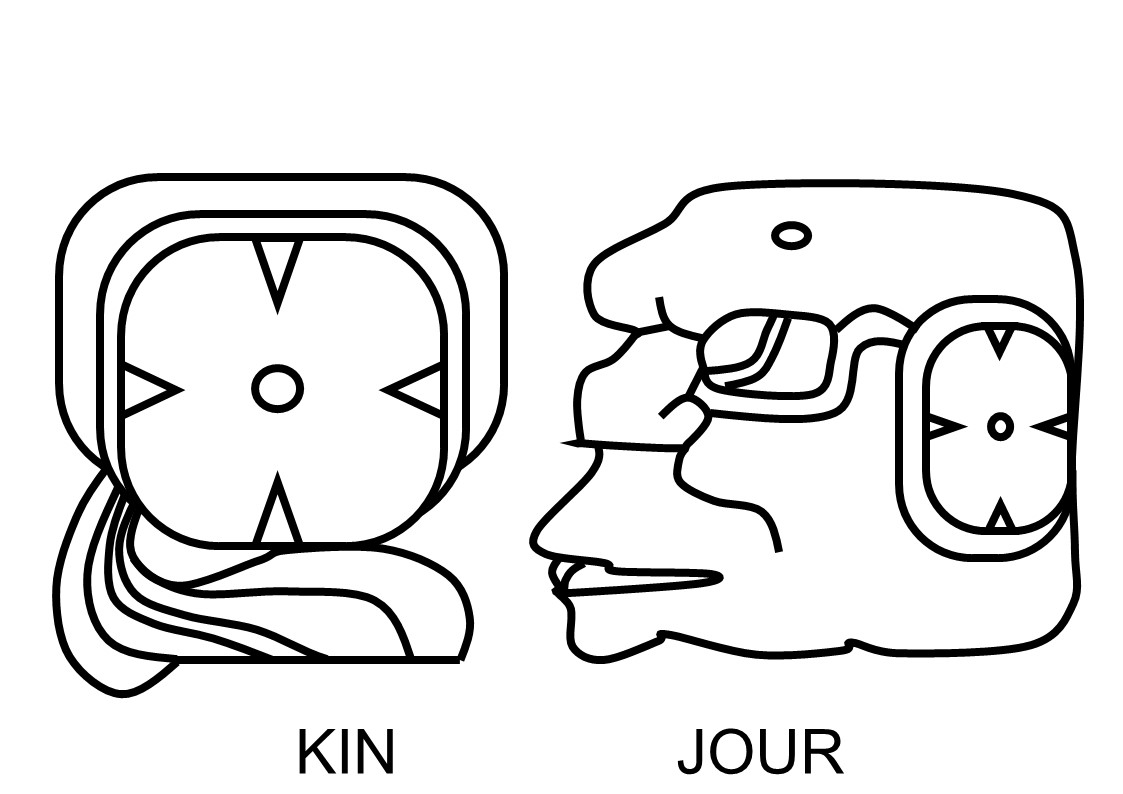
通常の形（左）と頭字体（右）